# Cymopterus hallii
Cymopterus hallii là một loài thực vật có hoa trong họ Hoa tán. Loài này được (A.Gray) B.L.Turner mô tả khoa học đầu tiên năm 2003.